# Parmotrema eliasaroanum
Parmotrema eliasaroanum är en lavart som beskrevs av Benatti, Marcelli & Elix. Parmotrema eliasaroanum ingår i släktet Parmotrema och familjen Parmeliaceae.   Inga underarter finns listade i Catalogue of Life.